# Sachbearbeiter

Sachbearbeiter in Indien (2012)

Sachbearbeiter sind Tarifbeschäftigte (Angestellte) oder Beamte oder vergleichbar eingruppierte Arbeitnehmer, die mit der Bearbeitung eines bestimmten, in der Stellenbeschreibung umschriebenen Arbeitsgebiets betraut sind. Ihre Funktion ist die Sachbearbeitung (Bearbeitung einer Sache), bei der es sich meist um Verwaltungs- und/oder Büroarbeiten handelt.

## Allgemeines
Die Arbeitsteilung in Unternehmen und im öffentlichen Dienst führt in der Aufbauorganisation zu Abteilungen, die sich auf ein bestimmtes Fachgebiet spezialisieren. Die in einer Abteilung mit diesem Fachgebiet oder einem Teilgebiet befassten Personen heißen Sachbearbeiter. Arbeitsrechtlich handelt es sich um Arbeitnehmer, bei denen nach § 7 Abs. 1 AGG eine geschlechtsneutrale Form der Stellenausschreibung zu wählen ist („Sachbearbeitung“ oder „Sachbearbeiter/in“, „Sachbearbeiter m/w/d“).

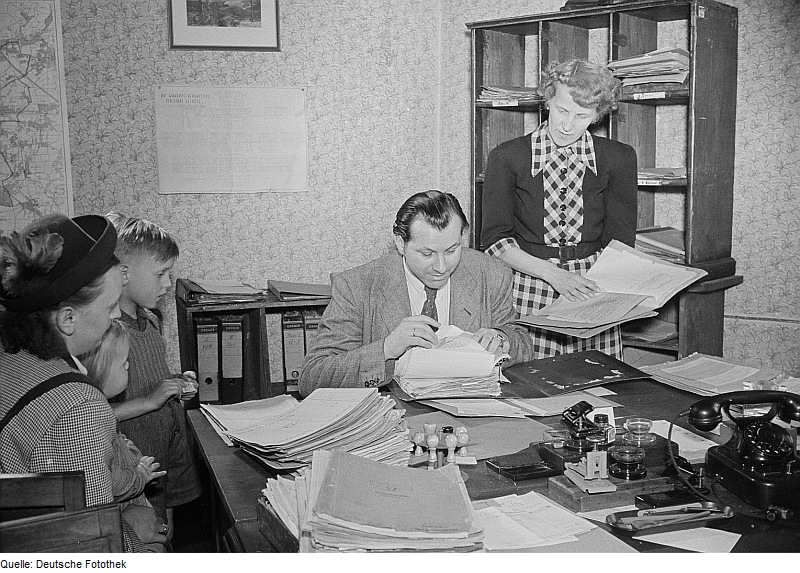
Sachbearbeiter beim Wohnungsamt Leipzig (1952)

Sachbearbeiter wickeln alle Geschäftsvorfälle gemäß einer Stellenbeschreibung selbständig im Rahmen der ihnen delegierten Aufgaben, Kompetenzen und Verantwortung ab. Die Bearbeitung erfolgt mit Hilfe von Arbeitsmitteln auf der Grundlage mehr oder weniger detaillierter Arbeitsanweisungen. Bearbeitet wird ein unerledigter Arbeits- oder Verwaltungsvorgang, der bis zur Entscheidungsreife und danach bis zur Umsetzung als marktreifes Produkt, Dienstleistung oder Verwaltungsakt fertiggestellt werden soll. Die computergestützte Sachbearbeitung erfolgt mittels besonderer Anwendungssoftware, die in einzelne ablauforganisatorische Arbeitsschritte aufgeteilt ist und somit hilft, den kompakten Arbeitsprozess abzuarbeiten. Computergestützte Sachbearbeitung ermöglicht eine elektronische Akte, die einen schnellen Zugriff auch auf archivierte Dokumente erlaubt.
Die Fachgebiete von Sachbearbeitern sind sehr vielfältig, je nach Anforderung und Schwierigkeitsgrad der Aufgaben wird eine bestimmte Ausbildung verlangt. Sachbearbeiter gibt es in Unternehmen in allen betrieblichen Funktionen, und zwar in Beschaffung, Produktion, Vertrieb, Kundenbetreuung, Finanzierung, Personalwesen, Information, Forschung und Entwicklung oder Logistik. Außerdem gibt es Sachbearbeiter in der elektronischen Datenverarbeitung bzw. Informationstechnik oder im Import/Export. Bei Kreditinstituten ist insbesondere die Kreditsachbearbeitung von Bedeutung, bei Versicherungen die Schadenssachbearbeitung. Eine am Einzelfall ausgerichtete Sachbearbeitung ist in rechtlicher Sicht kennzeichnend für die Arbeit der öffentlichen Verwaltung. Sie dient der Erarbeitung einer Entscheidung, die sich regelmäßig in einem Verwaltungsakt ausdrückt. Sachbearbeiter erledigen die Aufgaben ihres Arbeitsgebietes im Regelfall in eigener Verantwortung.

## Qualifikation und Funktion
Sachbearbeiter ist kein Beruf, sondern eine Funktionsbezeichnung (berufliche Funktion) eines Mitarbeiters, der in verschiedenen Bereichen eingesetzt sein kann. Beispiele für Ausbildungsberufe, die für eine Tätigkeit als Sachbearbeiter qualifizieren, sind Kaufmann für Büromanagement, Bilanzbuchhalter, Industriekaufmann und Verwaltungsfachangestellter. Bei Unternehmen und Behörden wird mit jeder Stufe „abwärts“ in der Hierarchie der Umfang der Leitungsfunktionen stärker durch Elemente der Sachbearbeitung verdrängt. Aber auch auf der Sachbearbeiterebene sind Leitungsfunktionen, etwa im Verhältnis zu Zuarbeitern, vorhanden. Sachbearbeitung muss mithin nicht immer ausführende Tätigkeit sein, denn in Form des Hauptsachbearbeiters werden auch Leitungsfunktionen wahrgenommen. Sachbearbeiter im öffentlichen Dienst fungieren häufig als Führungskräfte, während Sachbearbeiter in der Privatwirtschaft – bis auf die Hauptsachbearbeiter – stets Ausführungskompetenzen wahrnehmen.
Die Sachbearbeitung in der öffentlichen Verwaltung ist geprägt durch die Rechtsgebundenheit des Verwaltungshandelns und die Gebote der Überprüfbarkeit (Art. 19 Abs. 4 GG) und – wenigstens formal – der Transparenz. In der öffentlichen Verwaltung ist die Funktionsbezeichnung teilweise an die Zugehörigkeit zu einer bestimmten Laufbahngruppe gebunden, beispielsweise auf der unteren Verwaltungsebene (Beamte des mittleren Dienstes und Angestellte vergleichbarer Vergütungsgruppen) und auf der Ministerialebene (gehobener Dienst). Sachbearbeiter sind dem Referatsleiter oder einem Referenten unterstellt. Ihnen unterstehen die Bürosachbearbeiter als Beamte des mittleren Dienstes oder gehobenen Dienstes oder Tarifbeschäftigten.
Eine Funktion kann nach dem Beamtenrecht bis zu drei Ämtern  einer Laufbahngruppe, in obersten Bundesbehörden (Bundesministerien) allen Ämtern einer Laufbahngruppe zugeordnet werden. Sachbearbeiter können nach Funktion und Dienstalter den Besoldungsgruppen A 9 bis A 13 zugeordnet sein. Typische statusrechtliche Ämter und Amtsbezeichnungen sind Regierungsinspektor (A 9), Regierungsoberinspektor (A 10), Regierungsamtmann (A 11), Regierungsamtsrat (A 12) und Regierungsoberamtsrat (A 13).